# 斯瑞亚斯·贾斯瓦
斯瑞亚斯·贾斯瓦（英語：Shreyansh Jaiswal，1995年10月5日—），印度男子羽毛球運動員。

## 簡歷
2017年12月，斯瑞亚斯·贾斯瓦出戰尼泊爾羽毛球國際系列賽男子單打項目，在決賽中以2比0（21-10、21-10）擊敗隊友拉坎尼·沙朗，奪得個人生涯中首項國際賽冠軍。

## 主要比賽成績
| 年份   | 賽事                   | 公開賽級別 | 項目     | 成績   |
| ------ | ---------------------- | ---------- | -------- | ------ |
| 2016年 | 新加坡羽毛球國際系列賽 | 國際系列賽 | 男子單打 | 準決賽 |
| 2016年 | 印度羽毛球國際系列賽   | 國際系列賽 | 男子單打 | 準決賽 |
| 2016年 | 孟加拉羽毛球國際挑戰賽 | 國際挑戰賽 | 男子單打 | 亞軍   |
| 2017年 | 尼泊爾羽毛球國際系列賽 | 國際系列賽 | 男子單打 | 冠軍   |
| 2018年 | 伊朗羽毛球國際挑戰賽   | 國際挑戰賽 | 男子單打 | 準決賽 |

| 2007-2017年 | 首要超級賽 | 超級賽 | 黃金大獎賽 | 大獎賽 | 國際挑戰賽 | 國際系列賽 | 未來系列賽 | 其他 |

| 2018-2026年 | 總決賽 | 超級1000賽 | 超級750賽 | 超級500賽 | 超級300賽 | 超級100賽 | 國際挑戰賽 | 國際系列賽 | 未來系列賽 | 其他 |